# 수티다 왕비
수티다 왕비(태국어: สุทิดา, 1978년 6월 3일 ~ )는 태국 짜끄리 왕조의 제10대 국왕(군주)인 마하 와치랄롱꼰의 왕비이다. 그녀의 정식 명칭은 솜뎃 프라낭짜오 수티다 빠챠라수타피멍랙 프라보롬라치니(태국어: สมเด็จพระนางเจ้าสุทิดา พัชรสุธาพิมลลักษณ พระบรมราชินี)이다.